# منحة مالية

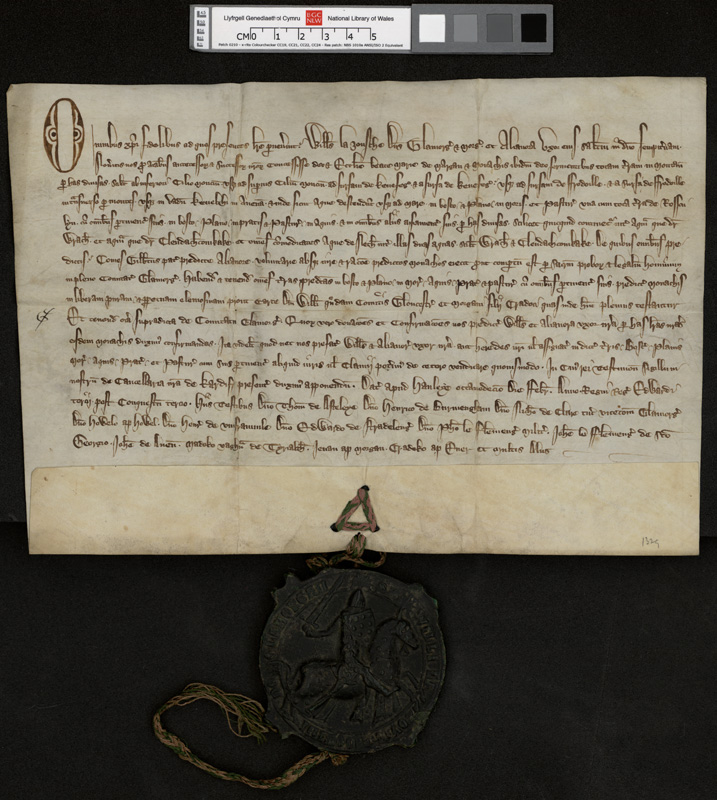
منحة مكتوبة باللاتينية مؤرخة في عام 1329، مكتوبة على ورقة رق رقيقة، مع ختم

المنحة هي تمويل يمنحه شخص أو منظمة، غالبًا هيئة حكومية عامة، أو مؤسسة خيرية، أو مؤسسة متخصصة في تقديم المنح، أو في بعض الحالات شركة ذات مهمة تتعلق بالمسؤولية الاجتماعية، إلى فردٍ أو كيانٍ آخر، عادةً ما تكون منظمة غير ربحية، وأحيانًا شركة أو هيئة حكومية محلية، لغرض محدد مرتبط بالمنفعة العامة. وعلى عكس القروض، لا يكون الغرض من المنح السداد لاحقاً. من الأمثلة على المنح المالية منح الطلاب، ومنح الأبحاث، والمنح السيادية التي تدفعها وزارة الخزانة البريطانية إلى الملك، وبعض مدفوعات صندوق التنمية الأوروبي في الاتحاد الأوروبي.

## فعالية المنح
تشير الأدلة الاقتصادية القياسية إلى أن المنح العامة المقدمة للشركات يمكن أن تخلق إضافات في الوظائف والمبيعات والقيمة المضافة والابتكار ورأس المال. على سبيل المثال، ثبت أن هذا ينطبق على المنح العامة الكبيرة المخصصة للبحث والتطوير، وكذلك بالنسبة للمنح العامة للشركات الصغيرة والمتوسطة الحجم أو شركات السياحة.